# Ottilie von Faber-Castell – Eine mutige Frau
Ottilie von Faber-Castell – Eine mutige Frau ist ein deutscher Fernsehfilm in zwei Teilen aus dem Jahr 2019. Beide Teile wurden am 14. September 2019 im Ersten zusammenhängend präsentiert. Die Filmbiographie zeigt das Leben der Unternehmerin Ottilie von Faber-Castell von ihrer Jugend 1893 bis zur Scheidung 1916 im Ersten Weltkrieg.

## Handlung
Nach dem Tod ihres Vaters betraut Großvater Lothar von Faber Ottilie mit der Führung des Unternehmens A. W. Faber nach seinem Tod. Er verstirbt 1896; zunächst fungiert die Witwe Ottilie senior für zwei Jahre als Vormund der noch minderjährigen Ottilie. 1898 heiratet Ottilie Graf Alexander zu Castell-Rüdenhausen, nachdem dieser sich heimlich mit Philipp Brand von Neidstein, einem weiteren Anwärter auf Ottilie, duelliert hat.
Nach einer Intrige von Großmutter und Ehemann wird Alexander Geschäftsführer und Teilhaber. Als zunächst Alexander, dann auch Ottilie (mit Philipp) fremdgehen, gerät die Ehe zunehmend in eine Krise. Auch der erste Sohn der beiden stirbt, während seine Eltern auf Geschäftsreise in Paris weilen. 1914 muss Alexander in den Ersten Weltkrieg ziehen. Bei einem Urlaub zu Hause gibt Ottilie bekannt, sich scheiden lassen zu wollen. Mit ihrem letzten Hab und Gut zieht sie mit Philipp Brand von Neidstein in ein neues Leben.

## Hintergrund
Gedreht wurde der Film vom 14. Mai bis zum 29. Juni 2018 in und bei Prag. Wiedemann & Berg Filmproduktion produzierte im Auftrag der ARD Degeto.
Als Steiner Schloss dient das frühbarocke Schloss Libochovice, als pittoresk inszenierte Bleistiftfabrik eine ehemalige Brauerei in Třeboň. Die Familie von Faber-Castell legt Wert auf den Hinweis, dass bei der Verfilmung viel künstlerische Freiheit in die biografischen Fakten gemischt wurde.
Das Drehbuch zum Film greift laut Abspann auf Motive des Romans Eine Zierde in ihrem Haus. Die Geschichte der Ottilie von Faber-Castell von Asta Scheib zurück.

## Kritik
„Letztlich gibt es nur wenige Szenen, in denen Ottilie als Unternehmerin Format gewinnen kann, aber auch das wesentlich ausführlicher ausgebreitete Liebesdrama berührt natürlich emanzipatorische Themen. […] Die melodramatische Verwicklung ist allerdings erheblich und sorgt für romantische Unterhaltung mit einer tragischen Note.“

„Regisseurin Garde arbeitet nicht gegen die Drehbuchautorin Garde an, sie sucht und findet die passenden Bilder zur Vorlage. […] Selbst wenn die güldene Sonne sich gerne über den Stammsitz erbricht und die Walle-Walle-Musik jeden Bleistift zum Zerspringen bringt. Was die Produktion vom Melo-Kitsch fernhält, das ist die Besetzung. Kristin Suckow spielt sich ohne Mühe in die Rolle der Titelfigur, sie ist glaubhaft, wenn sie resolute Kämpferin, sie ist glaubwürdig, wenn sie romantische Frau ist. Diesen Ansprüchen folgen auch Johannes Zirner, eine Eleonore Weisgerber oder ein Hans [sic] Wegener. Und trotzdem wäre es ein Gewinn gewesen, wenn der große Martin Wuttke seinen eigenständigen, individuell geprägten Clanchef Lothar von Faber nicht so früh ins Grab hätte spielen müssen.“